# Eragrostis venustula
Eragrostis venustula är en gräsart som beskrevs av Thomas Arthur Cope. Eragrostis venustula ingår i släktet kärleksgrässläktet, och familjen gräs. Inga underarter finns listade i Catalogue of Life.